# Diplomatie des Deutschen Bundes
Der Deutsche Bund von 1815 war ein selbstständiges Subjekt des Völkerrechts und hatte den Zweck, auch die äußere Sicherheit seiner Mitgliedsstaaten zu gewährleisten. Er durfte also eine eigene Diplomatie und eine eigene Außenpolitik betreiben.
Insgesamt war die Bundesdiplomatie schwach entwickelt, da die Mitgliedsstaaten weiterhin eine eigene Außenpolitik führten durften. Gerade die größeren Staaten wachten über ihre eigenen Rechte und Interessen. Der Deutsche Bund hatte keine Regierung und kein Außenministerium, konnte aber eigenständig Krieg erklären und Gesandte empfangen bzw. ernennen. Diese Gesandten – von denen es nur wenige gab – sind nicht zu verwechseln mit den Gesandten der Gliedstaaten, die ihren Gliedstaat im Bundestag vertraten.

## Bundeskrieg
Der Deutsche Bund konnte Krieg führen und Frieden schließen. Laut Wiener Schlussakte (Art. 35) durfte ein Bundeskrieg nur ein Verteidigungskrieg sein, der die Unabhängigkeit Deutschlands bzw. der Mitgliedsstaaten sicherstellte. Vom Bundeskrieg waren die Bundesexekution und die Bundesintervention zu trennen. Sie richteten sich gegen die Regierung bzw. eine aufständische Bevölkerung in einem Mitgliedsstaat. Wenn ein Mitgliedsstaat völkerrechtswidrig fremde Staaten angriff, konnte der Bund mit einer Bundesexekution eingreifen.
Über den Bundeskrieg entschied der Bundestag. Wurde das Bundesgebiet angegriffen, sollte der Kriegsfall automatisch eintreten. Auch sollte ein Mitgliedsstaat im Falle des Bundeskrieges nicht neutral bleiben dürfen. Anders sah es aus, wenn ein Angriff nur befürchtet wurde oder das bundesfremde Gebiet eines Mitgliedsstaates angegriffen wurde (etwa das österreichische Norditalien). Dann entschied der Bundestag mit Zweidrittelmehrheit, ob er einen Bundeskrieg förmlich erklärte.
Die Einzelstaaten des Deutschen Bundes durften weiterhin Bündnisse aller Art eingehen, wie es in Art. 11 Abs. 3 der Deutschen Bundesakte hieß. Allerdings durften solche Verbindungen sich nicht gegen den Bund oder gegen andere Einzelstaaten richten. Michael Kotulla vergleicht diese Klausel mit ihrem Pendant des Westfälischen Friedens, die ebenso wirkungslos gewesen sei.

## Gesandtschaftsrecht
Der Bund konnte Gesandte (Botschafter) in fremde Staaten entsenden und von fremden Staaten empfangen. Die Mitgliedsstaaten behielten das Recht auf eigene Gesandtschaften. Geregelt wurde das Gesandtschaftsrecht durch den Bundesbeschluss über die auswärtigen Verhältnisse des Bundes vom 12. Juni 1817. Art. 50 Nr. 2 der Wiener Schlussakte von 1820 ergänzte ihn.
Schon im Alten Reich gab es Gesandte fremder Mächte beim Reichstag. Ursprünglich wollten Österreich und Preußen keine Wiederholung der alten Zustände, dass fremde Mächte sich durch solche Gesandte in deutsche Angelegenheiten einmischten, gaben aber nach. Die Großmächte Frankreich, Russland und Großbritannien hatten daher ständige Gesandte beim Bund, über die Vermittlung des Bundestags.
Im Jahr 1864 akkreditierte der mexikanische Kaiser einen Gesandten beim Bund. Dagegen protestierte Baden, das die mexikanische Regierung noch nicht anerkannt hatte. Baden bestand darauf, dass es einen Gesandten beim Bund nur geben konnte, wenn alle Mitgliedsstaaten den fremden Staat anerkannten. Tatsächlich aber war das Gesandtschaftsrecht des Bundes ein eigenes Bundesrecht, mit dem der Bund über die internationale Anerkennung fremder Staaten mitentscheiden konnte.
Umgekehrt gab es keine ständigen Gesandten des Deutschen Bundes bei fremden Staaten. In den Wiener Ministerialkonferenzen vor der Wiener Schlussakte entschieden die Mitgliedsstaaten, Bundesgesandte nur in besonderen Fällen zu entsenden. Ein Beispiel war der Bundesgesandte Beust im Jahr 1864 auf der Londoner Konferenz, die über Schleswig-Holstein beriet.
In den Jahren 1848 und 1849 wurden die Kompetenzen des Bundes durch das entstehende Deutsche Reich der Revolutionszeit ausgeübt. Die damalige Reichsdiplomatie bemühte sich um Reichsgesandte im Ausland und fremde Gesandte bei der Zentralgewalt (Reichsgewalt, Reichsregierung). Das gelang nur bedingt. Gerade die Großmächte wollten abwarten (Großbritannien, Frankreich) oder lehnten die Zentralgewalt ab (Russland).
Die Regierungen der Niederlande, Dänemark und (bis 1837) Großbritanniens waren durch Gesandte im Bundestag vertreten. Die Monarchen dieser Länder waren jeweils in Personalunion auch Monarch eines Gliedstaates. Ein solcher Monarch ernannte, eventuell mit Gegenzeichnung eines Ministers, den Gesandten. Auf diese Weise ernannte der niederländische König einen Bundestagsgesandten für das Großherzogtum Luxemburg und später auch für Limburg. Diese Gesandten entsprachen den Gesandten der übrigen Gliedstaaten (wie Preußen, Bayern usw.) und sind nicht zu verwechseln mit den Gesandten bundesfremder Großmächte.

## Belege
1. ↑  Ernst Rudolf Huber: Deutsche Verfassungsgeschichte seit 1789. Band I: Reform und Restauration 1789 bis 1830. 2. Auflage, Verlag W. Kohlhammer, Stuttgart [u. a.] 1967, S. 606–608.
2. ↑  Ernst Rudolf Huber: Deutsche Verfassungsgeschichte seit 1789. Band I: Reform und Restauration 1789 bis 1830. 2. Auflage, Verlag W. Kohlhammer, Stuttgart [u. a.] 1967, S. 607.
3. ↑  Michael Kotulla: Deutsches Verfassungsrecht 1806–1918. Eine Dokumentensammlung nebst Einführungen. 1. Band: Gesamtdeutschland, Anhaltische Staaten und Baden, Springer, Berlin [u. a.] 2006, S. 111.
4. ↑  Michael Kotulla: Deutsches Verfassungsrecht 1806–1918. Eine Dokumentensammlung nebst Einführungen. Bd. 1, Springer, Berlin [u. a.] 2006, S. 110.
5. ↑  Ernst Rudolf Huber: Deutsche Verfassungsgeschichte seit 1789. Band I: Reform und Restauration 1789 bis 1830. 2. Auflage, Verlag W. Kohlhammer, Stuttgart [u. a.] 1967, S. 605 f.
6. ↑  Ernst Rudolf Huber: Deutsche Verfassungsgeschichte seit 1789. Band I: Reform und Restauration 1789 bis 1830. 2. Auflage, Verlag W. Kohlhammer, Stuttgart [u. a.] 1967, S. 606.
7. ↑  Ernst Rudolf Huber: Deutsche Verfassungsgeschichte seit 1789. Band I: Reform und Restauration 1789 bis 1830. 2. Auflage, Verlag W. Kohlhammer, Stuttgart [u. a.] 1967, S. 605.